# Nacimiento, Chile
Nacimiento este un oraș cu 25.971 locuitori (2002) situată în Provincia Biobío, Chile. Suprafața totală este de 934,9 km².